# Fasciculus vesanus
Fasciculus
Genre
Espèce
Fasciculus vesanus, unique représentant du genre Fasciculus, est une espèce éteinte de cténophores fossiles. Le seul exemplaire connu a été trouvé dans la carrière de Walcott des schistes de Burgess datés du Cambrien moyen, il y a environ 505 Ma (millions d'années).

## Systématique
L'espèce Fasciculus vesanus et le genre Fasciculus ont été créés en 1978 par les paléontologues italiens Alberto Mario Simonetta (d) et Laura Delle Cave (d).

## Description
L'holotype de Fasciculus vesanus mesure 114 mm, est en forme de dôme et possède deux ensembles de cils composés respectivement de 16 rangées cils et de 64 rangées de cils.

## Publication originale
- (en) A. Simonetta et L. Delle Cave, « Notes on new and strange Burgess Shale fossils (Middle Cambrian of British Columbia) », Atti della Società Toscana die Scienze Naturali Memorie, vol. 85,‎ 1978, p. 45-49 (ISSN 0365-7655, lire en ligne).